# スパイラルシティー
『クアグマイア!』（Quagmire!) は、1984年に出版された、ダンジョンズ&ドラゴンズ・ファンタジー・ロールプレイングゲームのエキスパート・ルール用のモジュールである。
1987年には『スパイラルシティー』というタイトルで日本語版が出版された。

## プロット概要
この冒険の冒頭、プレイヤーキャラクターはカグマイアー市を探す旅に出る。キャラクターがその都市（それはゆっくりとした海への沈降が進行中である）を発見するためには、モンスターのはびこる沼地を移動せねばならない。カグマイアーは、巨大な巻き貝の形をした「螺旋都市」であり、今では忘れ去られた民族によってサーペント半島に建設された。モジュールにはこの都市の記述が収録されている。

## 出版履歴
X6 Quagmire!はメルル・M・ラスムッセンが執筆、カバーアートはスティーブ・ペレグリンが担当し、1984年にTSRが32ページの小冊子に外装カバーの体裁で出版した。本文イラストにはジェフリー・バトラーが起用された。このシナリオはエキスパート・ルール用に執筆された。
1987年１０月、株式会社新和が日本語版を出版した。

## 評判
グラハム・ステープルハーストはホワイトドワーフ誌でQuagmire!を論評し、10段階評価で8を付け、「特に本格的な荒野への最初の斬新な試みとして、あらゆるD&Dプレイヤーにとっての有用な買い物」と呼んだ。ステープルハーストは、「より局地的なシナリオやモジュールに欠けている、背景色や奥行きと一体になった総合的な環境や生態系が丸ごとの「体験」を促進する。デザイナーは、DMには訳知り顔の解説ではなくひらめきを与え、プレイヤーには彼らのキャラクターの世界が息づいてくるのを感じさせ、少しずつ見聞するのを持ち望ませる、ような広範囲の荒野を描写するという良い仕事を成し遂げた」と述べて、このモジュールを絶賛した。彼はモジュールの名称の基となった都市が「独創的なデザインの素晴らしい要素」と呼んだが、彼はこのシナリオを行うDMは「この都市は少々人口が希薄なため、シナリオに付け加えるために都市を潤色することを望むだろう」と指摘した。ステープルハーストは「天候、旅の疲労、疾病、食糧品の問題、等々は全て、キャラクターの関心毎に大きな役割を果たし、そしてこれがゲームの楽しみを大いに盛り上げる。非常に良いシナリオだ」と述べて論評を結論づけた。
ローレンス・シックは、1991年の彼の著書Heroic Worldsでこのシナリオの要約を、頭韻を踏んで記した。「Sea slowly swallows seashell-shaped swamp city（海がゆっくりと貝殻形の沼地の都市を飲み込む）」。

## 読書案内
- 論評：Space Gamer72号（1985年）